# Kapitán letadla

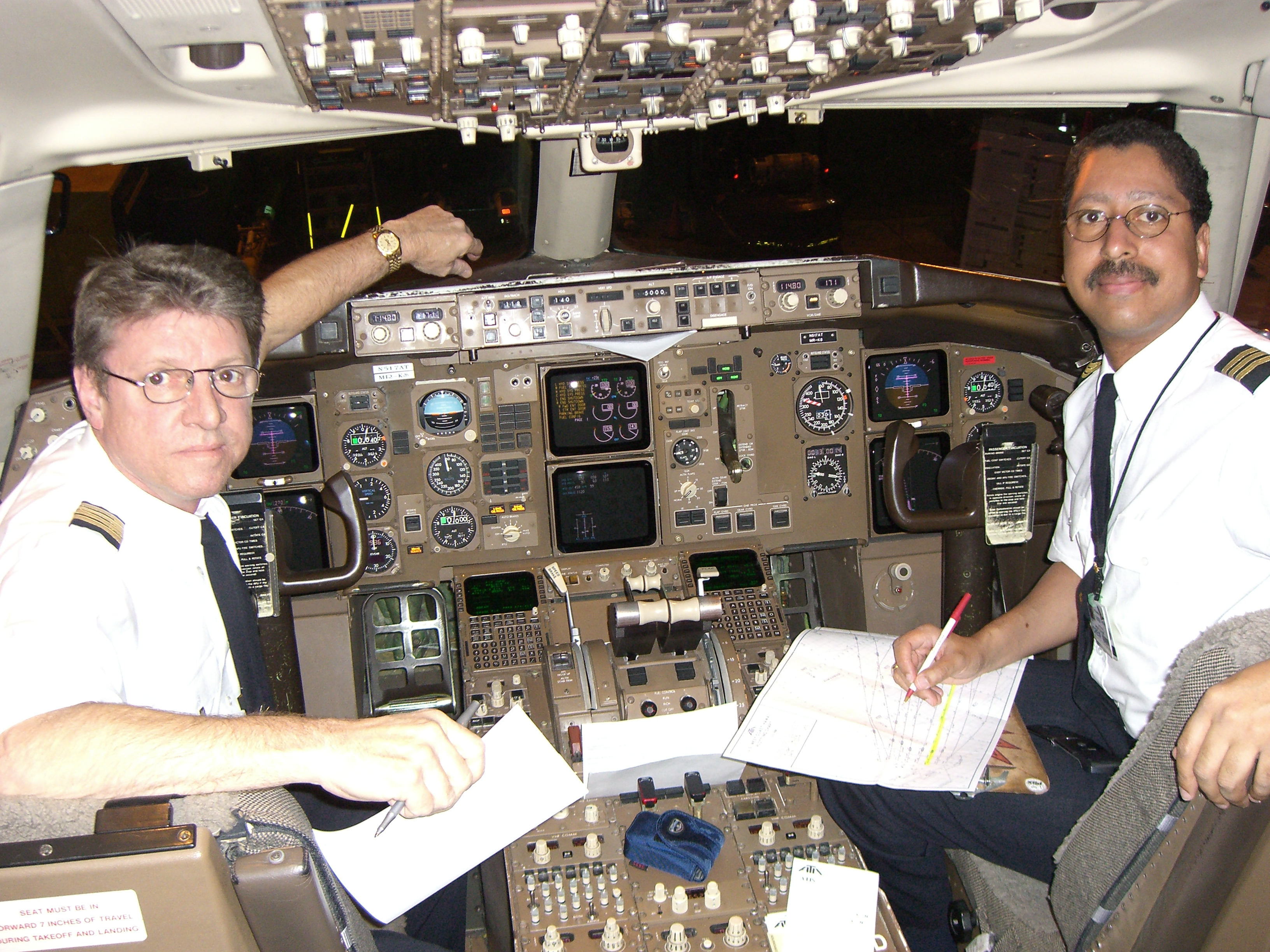
Kapitán (vlevo) a první důstojník (vpravo)

Kapitán letadla (někdy označován zkratkou PIC z anglického pilot in command) je člen posádky letadla, který je odpovědný za jeho provoz a bezpečnost. Kapitán musí být k výkonu své činnosti patřičně kvalifikován, ale nemusí nutně osobně letadlo ovládat. Za normálních okolností je kapitán osobou odpovědnou za porušení jakéhokoliv letového pravidla.

## V mezinárodním právu

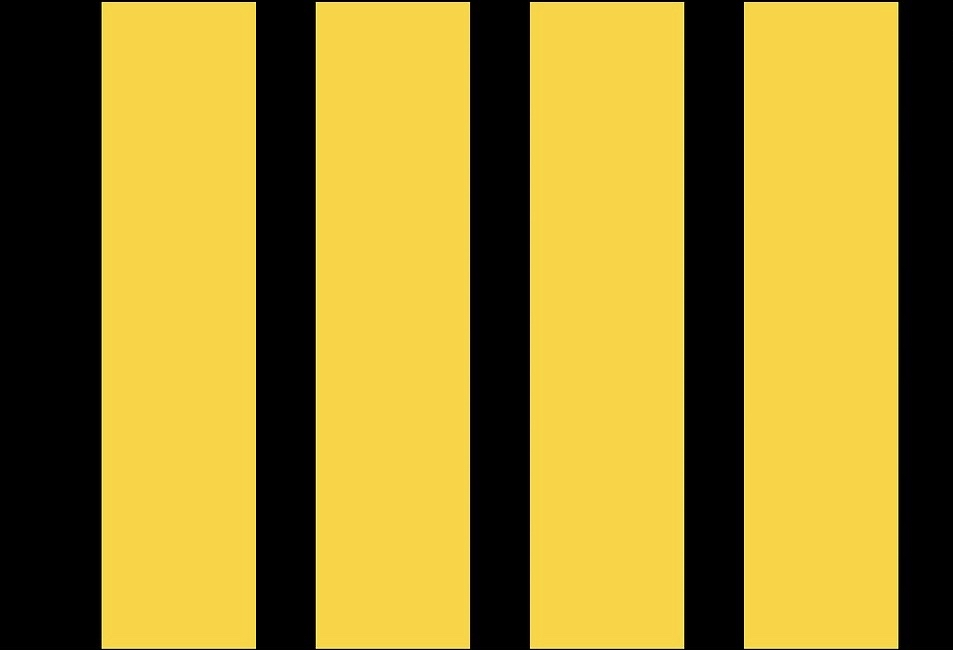
Obvyklé označení kapitána

Přesná definice pojmu kapitán letadla se liší země od země. Mezinárodní organizace pro civilní letectví (přidružená organizace k OSN) tento pojem definuje jako "pilota odpovědného za provoz a bezpečnost letadla během letu". Jeho postavení je upraveno v příloze 2 k Úmluvě o mezinárodním civilním letectví:
- Velitel letadla (pilot-in-command), ať už osobně řídí letoun či nikoliv, nese plnou odpovědnost za provoz letadla v souladu s platnými pravidly letu. Odchýlit se od těchto pravidel je přípustné pouze tehdy, pokud to je bezpodmínečně nutné v zájmu bezpečnosti letu.
- Velitel letadla má konečnou a nejvyšší pravomoc ve věci rozhodování o využití a provozu letadla po dobu výkonu své funkce.
- Před zahájením letu je velitel letadla povinen seznámit se se všemi dostupnými informacemi, které jsou relevantní k plánované letové operaci. U letů směřujících mimo bezprostřední okolí letiště, a u všech letů podle přístrojových pravidel (IFR), musí předletová příprava zahrnovat důkladné vyhodnocení aktuálních meteorologických zpráv a předpovědí, zohlednění požadavků na palivo a stanovení alternativního postupu pro případ, že let nebude možné uskutečnit dle plánu.

## V českém právu
V ČR se používá označení velitel letadla a ze zákona odpovídá za bezpečné provedení letu. Nese hlavní odpovědnost za provedení letu obecně a je jeho výsadní pravomocí s konečnou platností rozhodnout o provedení letu.  Před zahájením leteckých činností je povinností velitele ověřit, zda je plocha ke vzletu. V průběhu letu nese zodpovědnost za bezpečnost letu, dodržení leteckých předpisů, výšky letu a dalších kritérií. Také je v jeho kompetenci rozhodnout o nouzovém přistání.
V rámci své odpovědnosti je velitel letadla oprávněn ukládat všem osobám přítomným na palubě letadla příkazy, které jsou povinny splnit. Nesplnění rozkazů kapitána je přestupkem, za který může být uložena pokuta v rozsahu od 50 000 Kč do 1 000 000 Kč. Platnost pravomocí velitele vzniká ještě před startem, a to okamžikem uzavření všech vnějších dveří, končí pak otevřením prvních dveří po přistání.
Velitel má rovněž pravomoci podle úmluvy o trestných a některých jiných činech spáchaných na palubě letadla. Má-li velitel závažné důvody se domnívat, že některá osoba na palubě spáchala nebo se chystá spáchat trestný čin, může vůči této osobě učinit přiměřená opatření včetně omezení, která jsou nezbytná k ochraně bezpečnosti letadla nebo osob či majetku v letadle, k zachování pořádku a kázně na palubě, anebo k tomu, aby mohl takovou osobu předat příslušným orgánům nebo ji vysadit.
V ČR je velitel letadla na letu z/do země mimo Schengen povinen předat před odletem Ředitelství služby cizinecké policie letový plán a údaje o cestujících (jméno, popřípadě jména, příjmení, datum narození, státní občanství a číslo cestovního dokladu).
V mimořádných případech může velitel letadla také oddávat sňatečný obřad, a to pokud je život jednoho ze snoubenců přímo ohrožen.